# Bad Staffelstein
Bad Staffelstein é uma pequena cidade do estado da Baviera, região administrativa da Alta Francónia, Alemanha. Localiza-se no distrito de Lichtenfels.
Bad Staffelstein é conhecida pela bela paisagem que a rodeia, chamada de "Gottesgarten am Obermain" (paraíso do Alto Main). Contém muitos pontos turísticos como a Basílica de Vierzehnheiligen, projetada por Balthasar Neumann, a antiga Abadia de Banz (Kloster Banz), atualmente Castelo de Banz (Schloss Banz) e o monte Staffelberg de 540 metros de altura. Mais recentemente, a cidade tornou-se uma estância termal de água salgada, por este motivo recebeu o título "Bad" em 2001, o que fez de Staffelstein uma atração turística.

## Organização municipal
A cidade de Bad Staffelstein consiste dos seguintes bairros:
| - - Altenbanz - End - Frauendorf - Grundfeld - Gößmitz - Hausen - Horsdorf - Kaider - Krögelhof - Kümmersreuth - Loffeld - Nedensdorf - Neubanz - Püchitz | - - Romansthal - Schönbrunn - Schwabthal - Serkendorf - Stadel - Stublang - Unnersdorf - Unterzettlitz - Uetzing - Basilica of the Vierzehnheiligen - Weisbrem - Wiesen - Wolfsdorf - Zilgendorf |

## ligações externas
- site de Bad Staffelstein (em alemão)

## Galeria de fotos

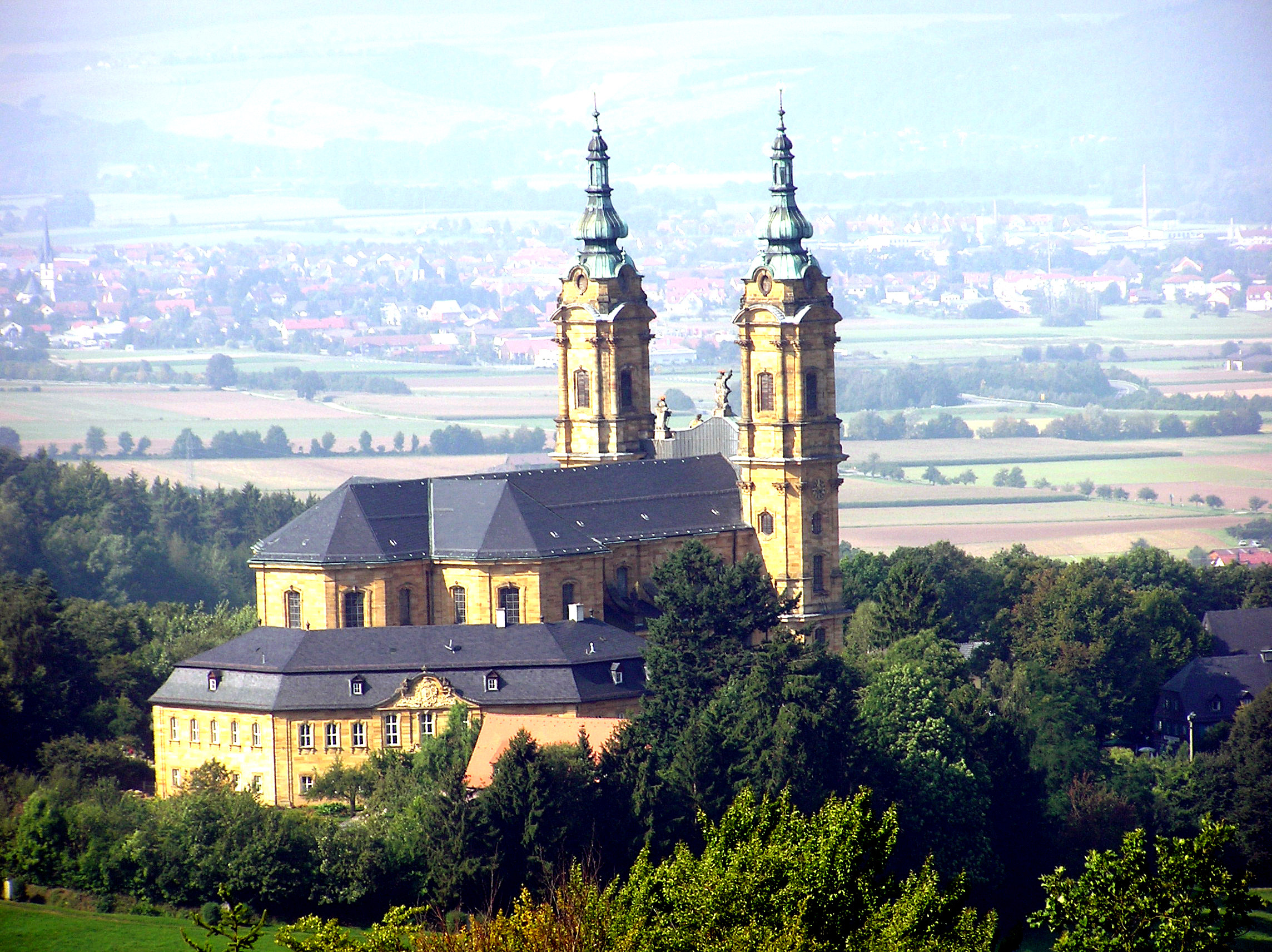
Basílica de Vierzehnheiligen
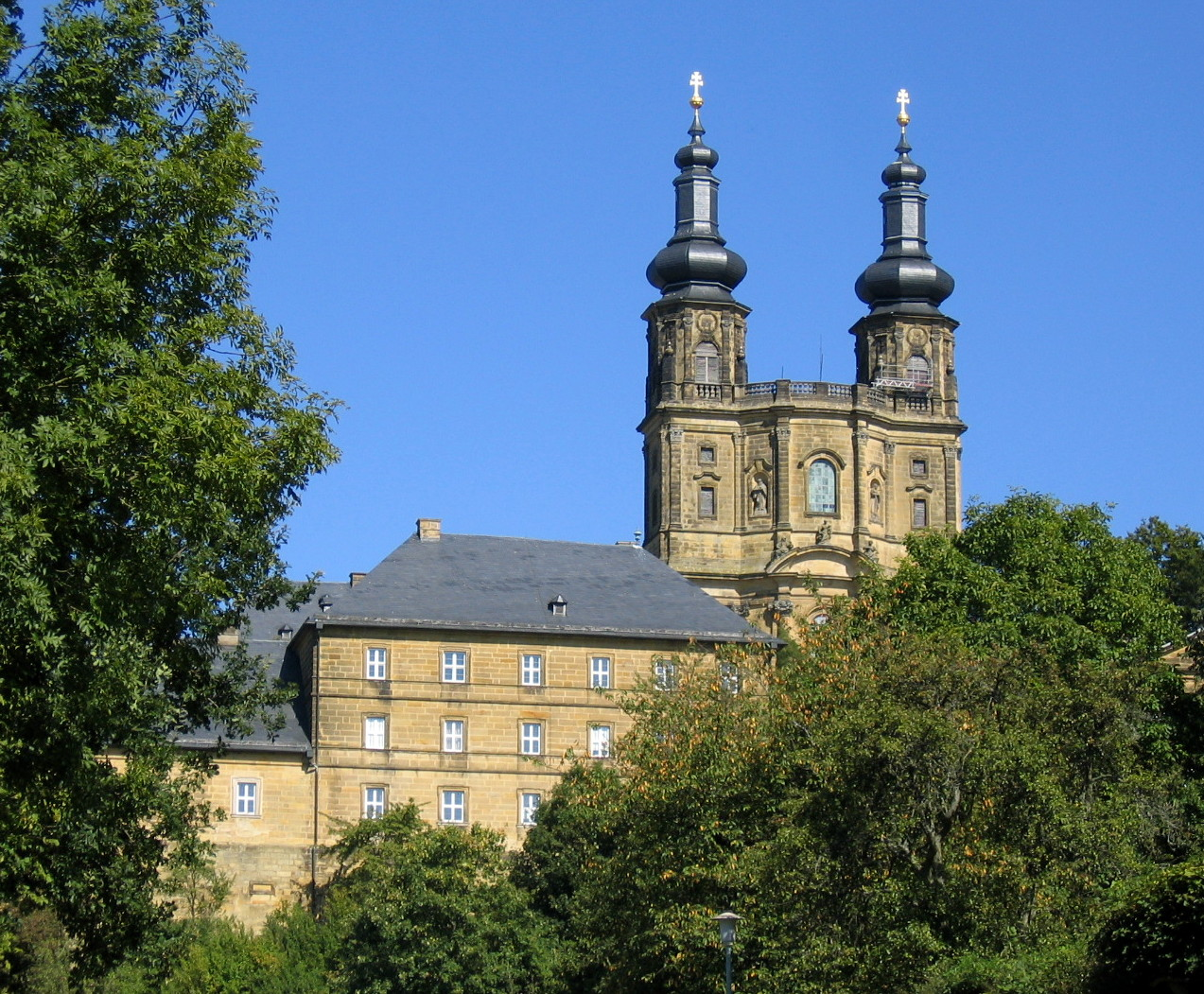
Abadia de Banz
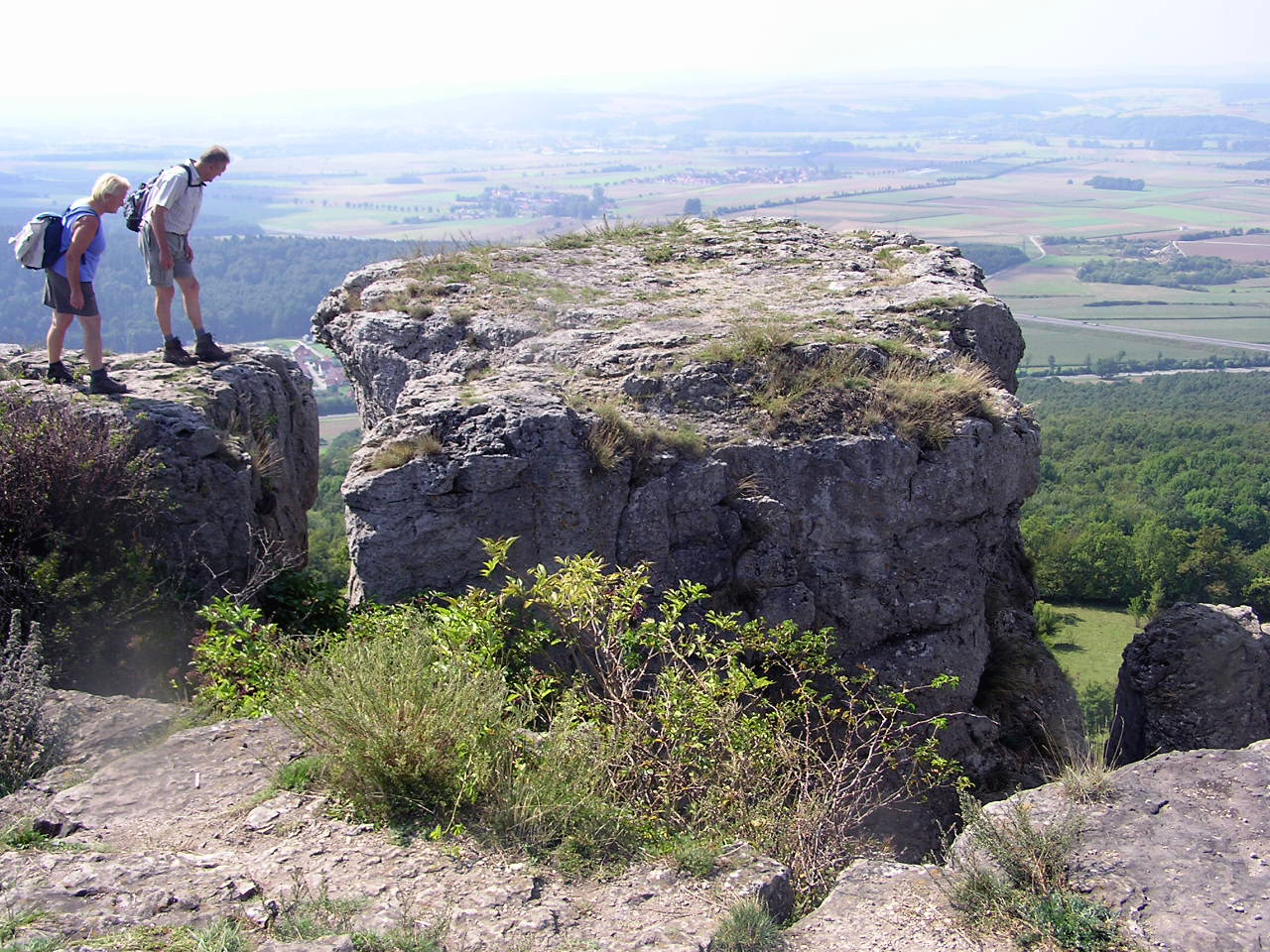
Monte Staffelberg
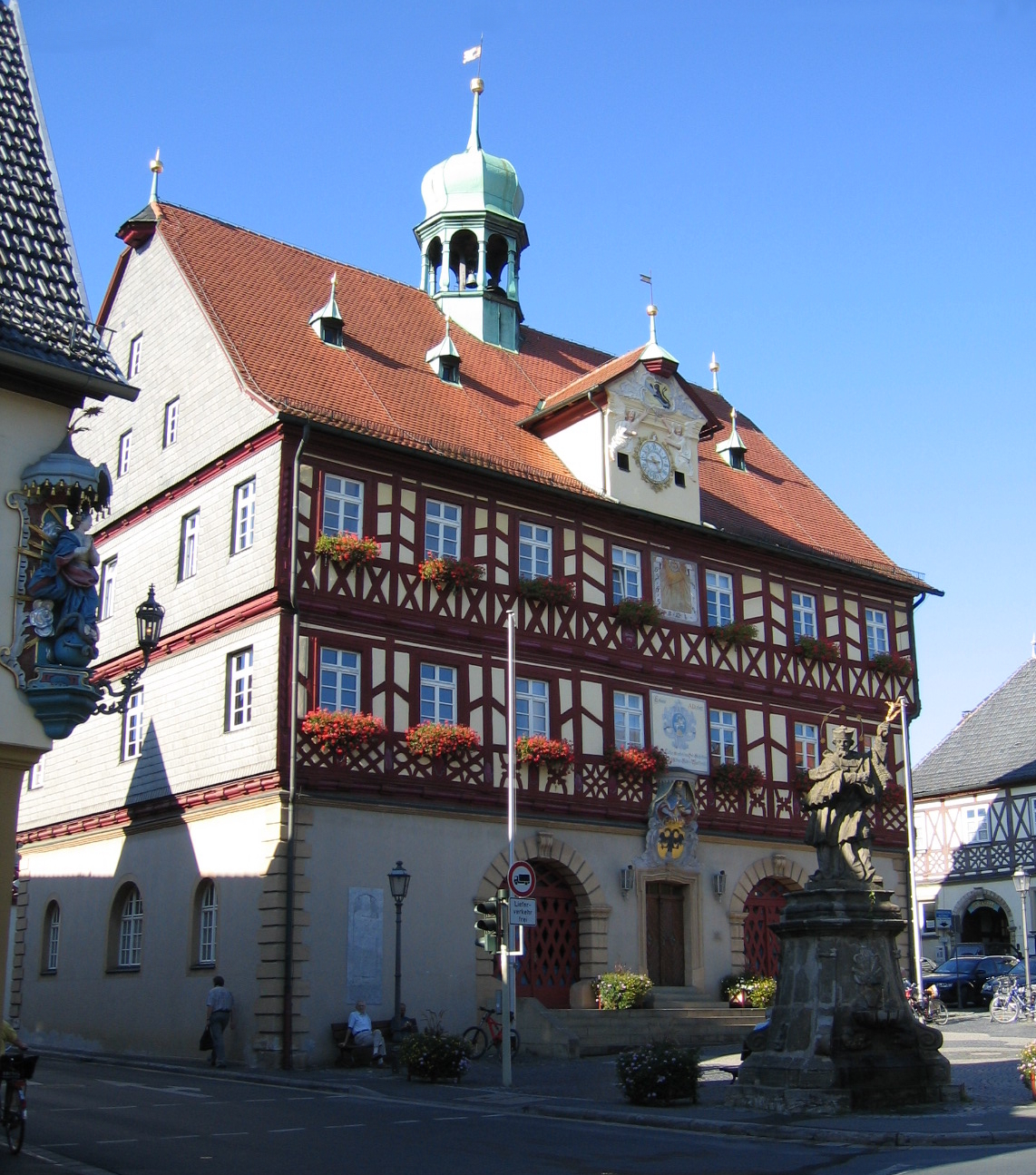
Prefeitura